# مشهد المنظر (فلم)
مشهد المنظر (بالإنجليزية: The Parallax View) فيلم إثارة سياسي أمريكي في عام 1974 من إنتاج وإخراج آلان باكولا وبطولة وارن بيتي وهيوم كرونين وويليام دانيلز وباولا برنتيس. إستند السيناريو إلى رواية عام 1970، لكاتبها لورين سينجر. تحكي الرواية عن تحقيق صحفي عن منظمة سرية تسمى «شركة بارالاكس» التي ينصب تركيزها الأساسي على الاغتيال السياسي. الفيلم هو الجزء الثاني من ثلاثية بارانويا السياسية للمخرج باكولا، إلى جانب «كلوت» (Klute 1971) و«كل رجال الرئيس» (1976 All the President's Men)، وهو أيضًا الفيلم الوحيد من بين الأفلام الثلاثة التي لم يتم ترشيحها لجائزة الأوسكار، ولكنه نال ثناء متجددًا في السنوات الأخيرة.

## طاقم التمثيل
وارن بيتي: في دور جوزيف فرادي
بولا برنتيس: في دور لي كارتر
هيوم كرونين: في دور بيل رينتلز
وليام دانيلز: في دور أوستن تاكر
كينيث مارس: في دور وكيل مكتب التحقيقات الفدرالي السابق ويل تورنر
والتر ماكجين: في دور جاك يونجر
كيلي ثوردسن: في دور شريف إل دي ويكر
جيم ديفيس: في دور السناتور جورج هاموند
بيل ماكيني: في دور قاتل
ستايسي كيتش الأب: في دور المتحدث رسمي باسم اللجنة رقم 1
أنتوني زيرب: في دور الأستاذ نيلسون شوارتزكوف
وليام جوردان: في دور مساعد تاكر
إدوارد وينتر: في دور السناتور جيمسون
تشاك ووترز: في دور توماس ريتشارد ليندر
إيرل هندمان: في منصب نائب الأحمر
وليام جويس: في دور السناتور تشارلز كارول
جو آن هاريس: في دور كريسي (فتاة فرادي)
دوريا كوك نيلسون: في دور جيل من سالمونتايل
فورد ريني: في دور المتحدث باسم المفوضية رقم 2
ريتشارد بول: في دور موظف شركة بارالاكس

## أحداث الفيلم
تشهد المذيعة التلفزيونية لي كارتر اغتيال المرشح الرئاسي تشارلز كارول على قمة سبيس نيدل في سياتل. تشاهد نادل مسلح بمسدس يسقط ميتًا، بينما يغادر نادل آخر، مسلح أيضًا، المشهد دون أن يلاحظه أحد. تقرر لجنة في الكونجرس أن القتل كان من عمل منفرد. بعد ثلاث سنوات، تلتقي كارتر صديقها السابق، مراسل الصحيفة جو فرادي، مدعية إن آخرين كانوا وراء الاغتيال لأن ستة من شهود القتل ماتوا منذ ذلك الحين وتخشى أن تكون التالية، ولكن لا يأخذها فرادي على محمل الجد، ومع ذلك، سرعان ما يتم العثور على كارتر ميتًة. يشعر فرادي بإنه مذنب بتجاهل مناشدات كارتر، ويذهب إلى بلدة سالمونتايل الصغيرة للتحقيق في وفاة القاضي آرثر بريدجز، وهو أيضًا شاهد. يصطحب عمدة سالمونتايل ويكر الصحفي فرادي إلى المكان الذي غرق فيه بريدجز، وعندما يصلوا إلى السد، يسحب ويكر بندقيته على فرادي بينما تفتح بوابات الفيضان، وهو يخطط لإغراقه بنفس الطريقة التي حدثت لبريدجز. يتمكن فرادي من الهرب، بينما يغرق ويكر، ويقود فرادي سيارة فرقة ويكر، وفي منزل العمدة يكشف عن وثائق شركة «بارالاكس» التي تكشف أن المنظمة تجند قتلة سياسيين. يحاول فرادي إقناع رئيس تحرير صحيفته المتشكك بيل رينتلس بأنها قصة كبيرة، ويربط بين نقاط شهود الاغتيالات الذين لقوا حتفهم، لكن رينتلس يرفض دعم جهوده. يبحث فرادي بشجاعة عن أستاذ علم النفس المحلي الذي يباشر اختبار الشخصية لشركة بارالاكس، ويعتقد أنه من المحتمل أن يكون اختبارًا لتحديد السمات الشخصية للسيكوباتيين.
يوافق أوستن تاكر، المساعد المصاب بجنون العظمة للقتيل كارول، على مقابلة فرادي على قاربه، ويكشف بقلق عن وجود محاولتين لاغتياله منذ اغتيال كارول، وأيضًا يعرض صورًا لنادل مشبوه قد يكون متورطًا في إطلاق النار على كارول، تنفجر قنبلة على متن القارب، مما يسفر عن مقتل تاكر وينجو فرادي ويغوص في البحر لكي يعتقد أنه مات. يتسلل فرادي إلى مكاتب الصحيفة ويخبر رينتلز باعتقاده أنه كشف النقاب عن منظمة تجند القتلة، ويريد أن يعتقد الجمهور أنه مات حتى يتمكن من التقدم إلى شركة بارالاكس متنكرًا. يتقدم فرادي لشركة بارالاكس لشغل وظيفة، ويتم تعيينه. يتعرف فرادي على أحد عملاء الشركة من صورة أظهرها تاكر، بإعتباره النادل الثاني في اغتيال كارول. يشاهد القاتل يأخذ حقيبة من سيارة، ويتوجه إلى المطار، ويترك الحقيبة كأمتعة مشحونة على متن طائرة ركاب. يصعد فرادي إلى الطائرة ويلاحظ وجود عضو في مجلس الشيوخ على متنها، ولايتمكن من العثور على القاتل، الذي يراقب بالفعل إقلاع الطائرة من ساحة المطار. يكتب فرادي تحذيرًا، أن هناك قنبلة على متن الطائرة، على منديل ويضعها في عربة خدمة المشروبات، ويعثر طاقم الطائرة على التحذير ويقوموا بإجلاء الركاب قبل لحظات من انفجار القنبلة.
يعود فرادي إلى شقته، ليواجه يونجر من بارالاكس والذي أدرك إنه يستخدم هوية مزورة. يعترف فرادي بأنه في الواقع رجل آخر يواجه مشكلة مع الشرطة، ويوافق يونجر على التحقق من هذه الهوية الجديدة. يستمع رينتلس في مكتب الصحيفة، إلى شريط مسجل سرًا للمحادثة بين فرادي ويونجر، ثم يضعه في مظروف مع شرائط أخرى من هذا القبيل. يقوم قاتل السناتور وزارع القنابل بتسميم رينتلس ويستولى على الأشرطة.
يذهب فرادي إلى الشركة لمقابلة يونجر، ويقال له إنه ليس هناك، ولكن بعد ذلك يراه يغادر المبنى. يتبع العميل إلى تجمع سياسي للسيناتور جورج هاموند ويختبئ في منصات العرض بالقاعة لمراقبة عملاء بارالاكس، الذين يتظاهرون بأنهم أفراد أمن. بينما يقود هاموند عربة جولف عبر القاعة، يطلق قناص غير مرئي النار عليه، مما تسبب في حدوث فوضى. يدرك فرادي بعد فوات الأوان أنه تم تعيينه كبش فداء ويحاول الهروب، ولكن يتم رصده من قبل الشرطة الموجودة في القاعة. يسرع فرادي إلى باب الخروج، ويطلق عميل غامض النار، مما يسفر عن مقتل فرادي. بعد ستة أشهر، تقرر نفس اللجنة التي حققت في تقارير وفاة كارول بأن فرادي، يعمل بمفرده، وقد قتل السيناتور هاموند بدافع من جنون العظمة والوطنية المضللة.

## الإنتاج
الفيلم مأخوذ عن رواية لورين سينجر، بينما كانت الرواية تتبع شهود اغتيال جون كينيدي الذين قُتلوا، حوّل السيناريو الضحية إلى سياسي خيالي يشبه إلى حد كبير روبرت إف كينيدي. كان التصوير لشخصية فرادي دائما من بعيد ليعطي الإيحاء بانه مراقب.

## استقبال الفيلم
حصل الفيلم على ردود فعل متباينة من النقاد، حيث منح الناقد روجر إيبرت الفيلم ثلاثة من أصل أربعة نجوم وكتب: «أن مشاهدة هذا الفيلم سيذكر بلا شك بعض المشاهدين بفيلم» العمل التنفيذي Executive Action" عام 1973، وهو فيلم آخر تم إصداره في نفس الوقت تقريبًا والذي قدم نظرية مؤامرة الاغتيال. إنه استخدام أفضل لعناصر مماثلة، لأن الفيلم يحاول التسلية بدلاً من البقاء في خلفية المشاهد للنقاش." وفي مقال لصحيفة نيويورك تايمز، كتب فينسينت كانبي: "لا المخرج باكولا ولا كاتبي السيناريو، أظهر الذكاء الذي ربما استخدمه ألفريد هيتشكوك لإعطاء أهمية للحكاية تتجاوز المعقولية الفورية، وبدلاً من ذلك، تعامل صانعو الفيلم مع فكرتهم المركزية بطريقة رصينة لدرجة أنهم أفسدوا السذاجة." وكتب جوزيف كانون في مجلة أتلانتك الأمريكية: "ما يمنح الفيلم قوته الحقيقية هو الطريقة التي يستمر بها الخطر في امتصاص المواد من الحياة المعاصرة." كتب ريتشارد شيكل من مجلة تايم: «ربما يكون من الأفضل لنا إعادة التفكير أو الأفضل من ذلك، عدم التفكير في، الأعمال الكئيبة بأكملها، ولو كان ذلك فقط لوضع حد للمنتجات القبيحة وغير المرضية بشكل كبير مثل هذا الفيلم.» كتب الناقد كريس نشواتي 2006 في مجلة «انترتينمنت ويكلي» الشهرية الأمريكية: «الفيلم مصدر كبير للإثارة، ووارن بيتي، أحد مشاهير هوليوود، يعطي أداء جيد.»
حصل الفيلم على جائزة النقاد في مهرجان افورياز الفرنسي، وترشح لجائزة إدجار آلان بو لأفضل فيلم. فاز جوردون ويليس بجائزة أفضل تصوير سينمائي من الجمعية الوطنية لنقاد السينما (الولايات المتحدة الأمريكية).
حصل الفيلم بعد صدوره بزمن طويل على تقييم مرتفع، حيث منحه موقع الطماطم الفاسدة درجة 90% بناء على آراء 31 ناقد.
كتب أليكس كوكس من صحيفة الجارديان، في مجال مراجعة الأفلام التي تصور مؤامرات الاغتيال السياسي: «أفضل فيلم من أفلام مؤامرات الاغتيال مثل اغتيال كينيدي.»    

## وصلات خارجية
مقالات تستعمل روابط فنية بلا صلة مع ويكي بيانات